# Samantha Edwards
Samantha Edwards (sinh ngày 14 tháng 1 năm 1990) là một vận động viên chạy nước rút Antigua và Barbuda. Cô đã tham dự Giải vô địch trong nhà thế giới IAAF 2014 và 2016.
Cô sinh ra ở Hoa Kỳ và ban đầu đại diện cho quốc gia đó, nhưng sau khi không đủ điều kiện tham dự Thế vận hội Mùa hè 2012, cô quyết định chuyển lòng trung thành của mình sang Antigua và Barbuda, quê hương của ông cô.
Thành tích tốt nhất của cô trong sự kiện là 52,15 giây ngoài trời (Petersburg 2012) và 53,01 giây trong nhà (Boston 2016).

## Thành tích giải đấu
| Năm                             | Giải đấu                                     | Địa điểm                        | Thứ hạng                        | Nội dung                        | Chú thích                       |
| Representing Antigua và Barbuda | Representing Antigua và Barbuda              | Representing Antigua và Barbuda | Representing Antigua và Barbuda | Representing Antigua và Barbuda | Representing Antigua và Barbuda |
| ------------------------------- | -------------------------------------------- | ------------------------------- | ------------------------------- | ------------------------------- | ------------------------------- |
| 2013                            | Central American and Caribbean Championships | Morelia, Mexico                 | 13th (h)                        | 400 m                           | 54.44                           |
| 2014                            | World Indoor Championships                   | Sopot, Poland                   | 18th (h)                        | 400 m                           | 54.74                           |
| 2014                            | Commonwealth Games                           | Glasgow, United Kingdom         | 32nd (h)                        | 400 m                           | 55.57                           |
| 2015                            | NACAC Championships                          | San José, Costa Rica            | 17th (h)                        | 200 m                           | 24.20                           |
| 2015                            | NACAC Championships                          | San José, Costa Rica            | 12th (h)                        | 400 m                           | 53.55                           |
| 2016                            | World Indoor Championships                   | Portland, United States         | 12th (sf)                       | 400 m                           | 54.67                           |